# 维拉布洛圣乔治圣殿

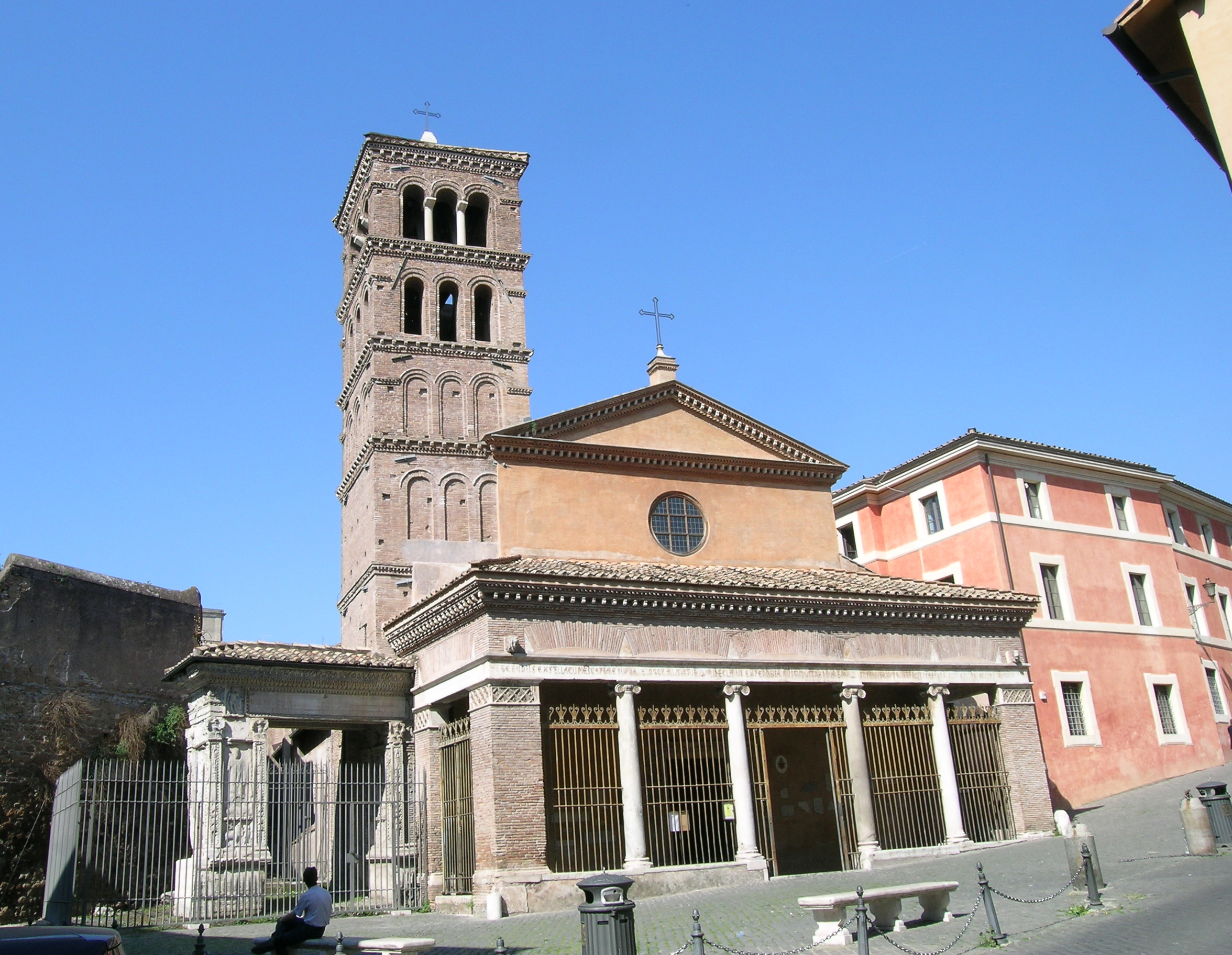
维拉布洛圣乔治圣殿

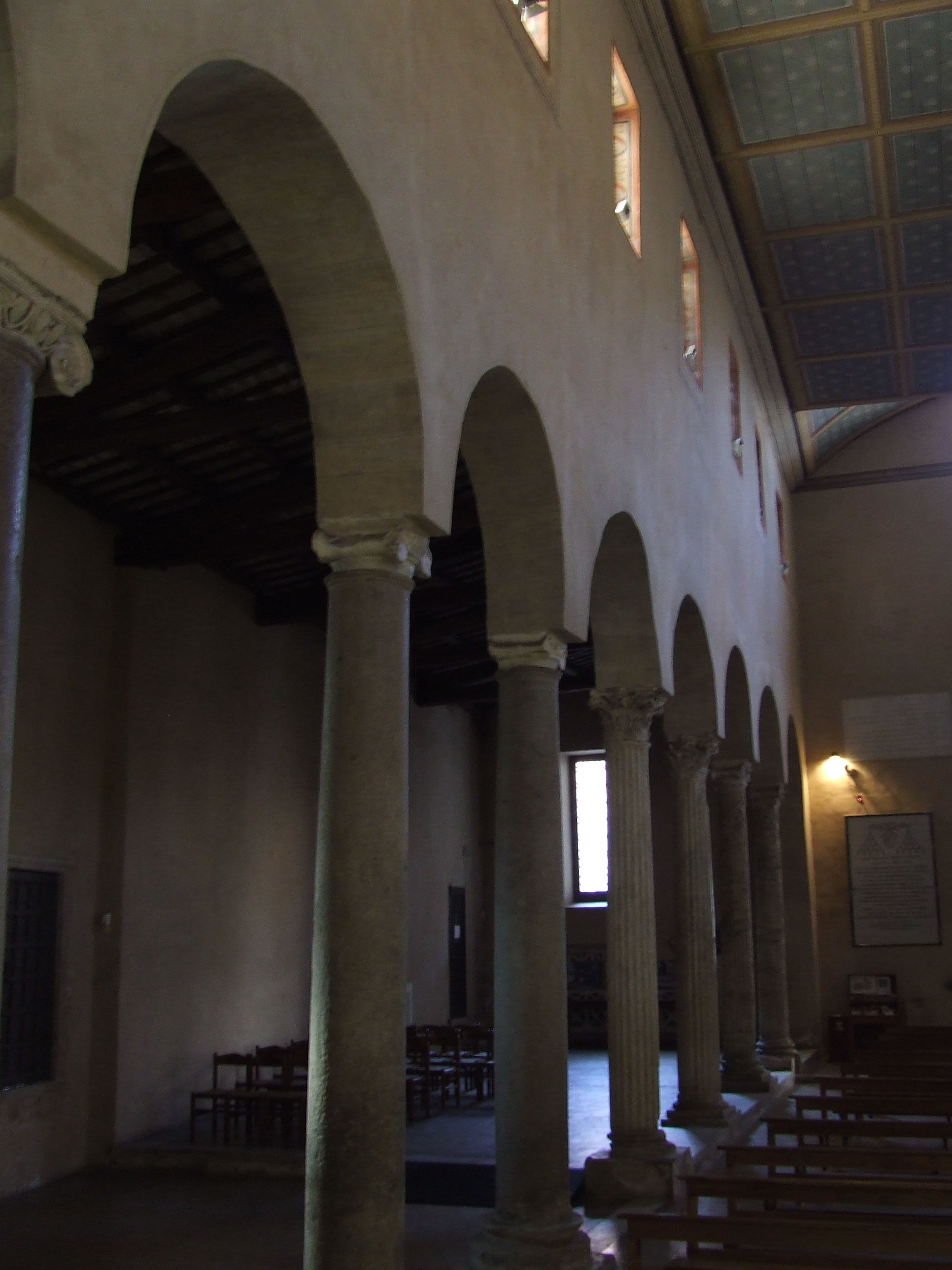
内部

维拉布洛圣乔治圣殿（義大利語：San Giorgio in Velabro）是意大利罗马的一座天主教宗座圣殿，敬礼聖喬治。
维拉布洛圣乔治圣殿位于里帕区，靠近台伯河，古罗马时期属维拉布洛区（Velabrum），靠近罗马共和国时期与罗马港口有关的异教庙宇。古代的银匠拱门（Arcus Argentariorum）与聖堂立面相连。
维拉布洛圣乔治圣殿是四旬期第一个星期四的集合站圣堂，也被作為執事級樞機的領銜執事區。 

## 历史
在此建立的第一个宗教建筑是一个济贫所(diaconia)，由教宗额我略一世所建。
目前的圣殿建筑建于7世纪，可能是教宗良二世所建，敬礼圣巴斯弟盎。其平面为不规则形，略呈梯形，为逐渐增建的结果。内部的柱子几乎是随机安排，取自不同的罗马庙宇。
维拉布洛圣乔治圣殿位于罗马的希腊区，来自拜占庭帝国说希腊语的商人、市民、军官和修士住在此处 —例如附近的希腊圣母堂。来自希腊的教宗聖匝加(741-752)从卡帕多细亚移来圣乔治的遗骸，使西方有一个宗座圣殿敬礼这位圣人，后来从东方返回的十字军带回对这位圣人的敬礼。
13世纪上半叶，增建了门廊和罗马式的五层钟楼。
1993年7月27日午夜，靠近圣殿立面停靠的一辆汽车发生炸弹爆炸，虽然无人死亡，但是导致13世纪的门廊几乎完全倒塌。